# MOS Technology 6581
A MOS Technology 6581/8580 SID (Sound Interface Device) a Commodore CBM-II, Commodore 64, Commodore 128 és Commodore MAX Machine otthoni számítógépek beépített programozható hanggenerátor chipje. Ez volt az egyik első ilyen jellegű hangchip, amelyet a digitális hangforradalom előtt otthoni számítógépekbe építettek be.

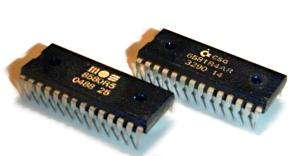
MOS Technology SID-ek. A jobb oldali chip egy 6581-es a MOS Technology-tól, amely akkoriban Commodore Semiconductor Group (CSG) néven volt ismert. A bal oldali chip egy 8580-as, szintén a MOS Technology-tól. A 0488 és 3290 számok ÉVÉÉÉ formában vannak, azaz a chipeket 1988. 4. héten és 1990. 32. héten gyártották. Az utolsó számot tételszámnak tekintjük.

A VIC-II grafikus chipjével együtt a SID-nek nagy szerepe volt abban, hogy a C64 a történelem legkelendőbb otthoni számítógépévé vált, és részben neki tulajdonítják a demoscene elindítását.

## A tervezés folyamata
A SID-et Robert "Bob" Yannes mérnök találta ki, aki később társalapítója volt az Ensoniq digitális szintetizátor és sampler cégnek. Yannes egy olyan csapat élén állt, amelyben ő maga, két technikus és egy CAD-operátor dolgozott, akik 1981 második felében öt hónap alatt megtervezték és elkészítették a chipet. Yannes-t a szintetizátoriparban végzett korábbi munkái inspirálták, és nem volt lenyűgözve a számítógépes hangchipek akkori állapotától. Ehelyett egy kiváló minőségű hangszerchipet akart, ami az oka annak, hogy a SID olyan funkciókkal rendelkezik, mint a burkológörbe-generátor, amely korábban nem volt megtalálható az otthoni számítógépes hangchipekben.
Úgy gondoltam, hogy a piacon lévő hangchipek, beleértve az Atari számítógépekben lévőket is, primitívek voltak, és nyilvánvalóan olyan emberek tervezték őket, akik semmit sem tudtak a zenéről.
- Robert Yannes, On the Edge: A Commodore látványos felemelkedése és bukása.
A chip tervezése során a hangsúly a nagy pontosságú frekvenciavezérlésre helyeződött, és a SID-et eredetileg úgy tervezték, hogy 32 független hangot legyen képes kezelni, amelyek közös wavetable lookup sémán osztoznak, amelyet időmultiplexeltek volna. Ezen funkcióknak a tervezését azonban nem lehetett időben befejezni, így helyette egy bizonyos működő oszcillátor maszkmunkáját egyszerűen háromszor megismételték a chip felületén, így három hangot hoztak létre, mindegyiket saját oszcillátorral. Egy másik funkció, amelyet nem építettek be a végleges tervbe, a leggyakoribb zenei hangok frekvenciakeresési táblázata volt, amely funkciót a helyhiány miatt hagyták el. Az audio bemeneti pin támogatása egy olyan funkció volt, amelyet Yannes kérés nélkül adott hozzá, és amely elméletileg lehetővé tette volna, hogy a chipet egyszerű effektprocesszorként használják. A maszkokat 7 mikrométeres technológiával gyártották, hogy segítsék a nagy mennyiségű szériagyárást; a technika akkori képessége alapján a 6 mikrométeres technológiák voltak használatban.
A chip, akárcsak az azt használó első termék (a Commodore 64) időben elkészült az 1982. január első hétvégéjén megrendezett Consumer Electronics Show-ra. Bár Yannes részben elégedetlen volt az eredménnyel, kollégája, Charles Winterble azt mondta: „Ez a dolog már most 10-szer jobb, mint bármi más, ami odakint van, és 20-szor jobb, mint amilyennek lennie kell.”
A chip specifikációját nem használták tervrajzként. A specifikáció a fejlesztési munka előrehaladtával alakult, és nem is minden tervezett funkció került be a végtermékbe. Yannes azt állítja, hogy volt egy funkciólista, amelynek háromnegyede bekerült a végső tervbe. A későbbi felülvizsgálatot (8580) úgy dolgozták át, hogy jobban megfeleljen a specifikációknak. Például a 8580-as némileg javított azon a képességen, hogy két hullámforma között bináris „ÉS”-t hajtson végre, amit a SID csak furcsa és logikátlan módon tud végrehajtani, ami rendezetlen, és egyes esetekben szinte néma hullámformákat eredményezett. A 8580-as hullámkombinációk tisztább hullámformákat eredményeztek mint a 6581-esé, bár a szabálytalanságok még mindig jelen vannak. A két revízió közötti másik különbség a szűrő, mivel a 6581-es változat messze elmaradt a specifikációtól.

## Funkciók
- három külön programozható, független audio oszcillátor (8 oktávos tartomány, kb. 16–4000 Hz)
- négy különböző hullámforma audiooszcillátoronként (fűrészfog, háromszög, impulzus, zaj)
- egy több üzemmódú szűrő, amely aluláteresztő, felüláteresztő és sávelhárító kimenetekkel rendelkezik 6 dB/oktáv (sávelhárító) vagy 12 dB/oktáv (aluláteresztő/magasáteresztő) roll-offal. A különböző szűrőmódokat néha kombinálják, hogy további hangszíneket hozzanak létre, például egy notch-reject szűrőt.
- három attack/decay/sustain/release (ADSR) hangerőszabályzó, egy-egy audiooszcillátorhoz.
- három gyűrűmodulátor
- oszcillátor szinkronizálás minden egyes audio oszcillátorhoz.
- két 8 bites analóg-digitális átalakító (jellemzően játékvezérlő lapátokhoz, de később egérhez is használták).
- külső hangbemenet (külső jelforrásokkal való hangkeveréshez)
- véletlenszám/modulációs generátor